# 제미나이 항공
제미나이 항공(영어: Gemini Air Cargo)은 1995년 12월에 설립되어 2008년 8월 12일에 폐업된 미국의 화물 항공사로 허브 공항은 존 F. 케네디 국제공항, 마이애미 국제공항으로 본사는 미국 버지니아주 덜레스에 위치했다.

## 역사
투자 금융 업체인 리먼 브라더스와 그린트리 캐피탈부터 투자를 받은 윌리엄 스톡브리지(영어: William Stockbridge)가 1995년 12월에 설립했다. 초기에 독일 루프트한자부터 임차한 맥도넬더글러스 DC-10-30F 항공기로 화물을 수송했다. 하지만 설립한지 2년 만에 1997년 이후 사업부진을 겪었고 1999년 칼라일 그룹이 인수했다. 하지만 경제 위기로 2008년 8월 12일에 운항을 모두 중단하고 파산 신청을 접수했다. 2008년 12월 제미나이 월드 와이드(영어: Gemini Worldwide Holdings LLC)에 매각되었고 이후 회사 사명을 바꾸고 새로운 화물항공 서비스 계획을 발표했으나 현재까지 진전되지 않고 있다.
우리 나라엔 김포 국제 공항이 국제선 메인 공항 역할을 하던 시절 김포 국제 공항에 취항 화물 청사를 사용하였다.

## 보유 기종
- 2008년 8월 기준으로 제미나이 항공은 폐업하기 전까지 다음과 같이 보유해 왔었다.

- 맥도널 더글러스 DC-10-30F 12대
- 맥도널 더글러스 MD-11F 4대

## 같이 보기
- 미국의 없어진 항공사 목록